# Puerta de Cadenas
Puerta de Cadenas är en ort i Mexiko.   Den ligger i kommunen San Diego de la Unión och delstaten Guanajuato, i den centrala delen av landet, 290 km nordväst om huvudstaden Mexico City. Puerta de Cadenas ligger 2 067 meter över havet och antalet invånare är 207.
Terrängen runt Puerta de Cadenas är huvudsakligen platt, men åt nordväst är den kuperad. Runt Puerta de Cadenas är det ganska glesbefolkat, med 32 invånare per kvadratkilometer. Närmaste större samhälle är San Diego de la Unión, 4,7 km väster om Puerta de Cadenas. Omgivningarna runt Puerta de Cadenas är i huvudsak ett öppet busklandskap.